# Адам, Жан-Поль
Жан-Поль Адам (фр. Jean-Paul Adam, 12 июня 1977, Маэ, Сейшелы) — политический, государственный и дипломатический деятель Сейшельских Островов.

## Биография
Образование получил в Великобритании, обучался в Шеффилдском университете,
где получил степень бакалавра в области английской и французской филологии, затем в Манчестерском университете по специальности «Международная политическая экономия».
С января 2006 по январь 2009 год преподавал курс международной политики в Манчестерском университете, с 2007 года является членом Совета Фонда попечителей Университета Сейшельских Островов.
Политик. Член левоцентристской партии «Объединённые Сейшелы» (ранее Прогрессивный фронт народа Сейшел и Народная партия).
Вернувшись на родину занялся дипломатической деятельностью. В 1996—1997 годах работал сотрудником протокола в Министерстве иностранных дел, затем в 2001—2004 годах — вторым секретарём МИД. В 2006—2007 годах — исполнял обязанности Генерального директора по делам президента Сейшельских Остров, Главного секретаря канцелярии президента (2007—2009) и государственного секретаря канцелярии президента (2009—2010). В июне 2010 года занял пост министра иностранных дел Сейшельских Остров. В 2015—2016 годах был министром финансов, торговли и экономики Республики. С октября 2016 года — министр здравоохранения и социальной политики Республики Сейшельские Острова.
Спортсмен. Неоднократно участвовал в соревнованиях по плаванию на Сейшельских островах, принимал участие в международных соревнованиях. Участвовал в Олимпийских играх 1992 года в Барселоне, чемпионате мира по плаванию 1994 года в Риме, чемпионате мира по плаванию 1998 года в Перте (Австралия), в Играх Федерации Содружества наций в 2002 году, чемпионате мира по плаванию 2003 году в Барселоне. Обладатель бронзовой медали на Африканских играх 1999 года в Йоханнесбурге (Южная Африка), в эстафете фристайла 4×200 метров . Кроме того, на Играх островов Индийского океана, состоявшихся на Сейшельских островах, в Реюньоне и Маврикии в 1993, 1998 и 2003 годах стал обладателем серебряных и бронзовых медалей.
Женат и имеет двух дочерей.